# Nuoto ai campionati europei di nuoto 2018 - 100 metri farfalla femminili
La gara dei 100 metri farfalla femminili dei campionati europei di nuoto di 2018 si è svolta il 3 e 4 agosto 2018 presso il Tollcross International Swimming Centre di Glasgow, nel Regno Unito.

## Podio
| Pos.    | Atleta           | Nazione |
| ------- | ---------------- | ------- |
| Oro     | Sarah Sjöström   | Svezia  |
| Argento | Svetlana Čimrova | Russia  |
| Bronzo  | Elena Di Liddo   | Italia  |

## Record
Prima della manifestazione il record del mondo (RM), il record europeo (EU) e il record dei campionati (RC) erano i seguenti:
| Record mondiale       | 55"48 | Sarah Sjöström | 7 agosto 2016 Rio de Janeiro |
| Record europeo        | 55"48 | Sarah Sjöström | 7 agosto 2016 Rio de Janeiro |
| Record dei campionati | 55"89 | Sarah Sjöström | 20 maggio 2016 Londra        |

## Risultati

### Batterie
Le batterie sono iniziate il 3 agosto alle ore 10:36.
| Class | Gruppo | Corsia | Nome                  | Nazione              | Tempo   | Note |
| ----- | ------ | ------ | --------------------- | -------------------- | ------- | ---- |
| 1     | 4      | 4      | Sarah Sjöström        | Svezia               | 56.87   | Q    |
| 2     | 2      | 4      | Elena Di Liddo        | Italia               | 57.91   | Q    |
| 3     | 3      | 5      | Ilaria Bianchi        | Italia               | 57.92   | Q    |
| 4     | 2      | 3      | Kimberly Buys         | Belgio               | 58.23   | Q    |
| 5     | 3      | 4      | Svetlana Čimrova      | Russia               | 58.24   | Q    |
| 6     | 4      | 5      | Marie Wattel          | Francia              | 58.47   | Q    |
| 7     | 3      | 6      | Louise Hansson        | Svezia               | 58.52   | Q    |
| 8     | 2      | 6      | Anna Ntountounaki     | Grecia               | 58.65   | Q    |
| 9     | 3      | 7      | Emilie Beckmann       | Danimarca            | 58.69   | Q    |
| 10    | 4      | 3      | Aliena Schmidtke      | Germania             | 58.89   | Q    |
| 11    | 4      | 6      | Alys Thomas           | Gran Bretagna        | 58.93   | Q    |
| 12    | 2      | 5      | Liliána Szilágyi      | Ungheria             | 58.95   | Q    |
| 13    | 4      | 7      | Kinge Zandringa       | Paesi Bassi          | 59.00   | Q    |
| 14    | 3      | 2      | Claudia Tarzia        | Italia               | 59.54   |      |
| 15    | 2      | 8      | Ana Catarina Monteiro | Portogallo           | 59.63   | Q    |
| 16    | 4      | 0      | Amina Kajtaz          | Bosnia ed Erzegovina | 59.65   | Q    |
| 17    | 3      | 3      | Charlotte Atkinson    | Gran Bretagna        | 59.66   | Q    |
| 18    | 2      | 1      | Evelyn Verrasztó      | Ungheria             | 59.94   |      |
| 19    | 2      | 7      | Amit Ivry             | Israele              | 1:00.00 |      |
| 20    | 4      | 2      | Emily Large           | Gran Bretagna        | 1:00.01 |      |
| 21    | 3      | 1      | Lucie Svěcená         | Rep. Ceca            | 1:00.02 |      |
| 22    | 3      | 8      | Emilie Løvberg        | Norvegia             | 1:00.06 |      |
| 23    | 4      | 8      | Svenja Stoffel        | Svizzera             | 1:00.46 |      |
| 24    | 1      | 5      | Nida Eliz Üstündağ    | Turchia              | 1:00.61 |      |
| 25    | 2      | 2      | Sara Junevik          | Svezia               | 1:00.63 |      |
| 26    | 1      | 4      | Zehra Duru Bilgin     | Turchia              | 1:00.65 |      |
| 27    | 1      | 7      | Dalma Sebestyén       | Ungheria             | 1:00.80 |      |
| 28    | 4      | 1      | Polina Egorova        | Russia               | 1:00.90 |      |
| 29    | 3      | 9      | Anastasiya Kuliashova | Bielorussia          | 1:01.56 |      |
| 30    | 1      | 3      | İmge Erdemli          | Turchia              | 1:02.12 |      |
| 31    | 1      | 2      | Margaret Markvardt    | Estonia              | 1:02.15 |      |
| 32    | 2      | 9      | Claudia Hufnagl       | Austria              | 1:02.36 |      |
| 33    | 2      | 0      | Aleyna Özkan          | Turchia              | 1:02.82 |      |
| 34    | 1      | 6      | Gerda Pak             | Estonia              | 1:03.27 |      |
| 35    | 1      | 0      | Leoni Richter         | Svizzera             | 1:03.47 |      |
| 36    | 4      | 9      | Alexandra Schegoleva  | Cipro                | 1:03.53 |      |
| 37    | 1      | 8      | Beatrice Felici       | San Marino           | 1:07.42 |      |
| dns   | 1      | 9      | Alsu Bayramova        | Azerbaigian          | dns     | dns  |

### Semifinali
Le semifinali si sono disputate il 3 agosto 2018 alle ore 17:32.

#### Semifinal 1
| Class | Corsia | Nome                  | Nazione       | Tempo | Note |
| ----- | ------ | --------------------- | ------------- | ----- | ---- |
| 1     | 4      | Elena Di Liddo        | Italia        | 57.82 | Q    |
| 2     | 6      | Anna Ntountounaki     | Grecia        | 58.34 | Q    |
| 3     | 2      | Aliena Schmidtke      | Germania      | 58.42 | Q    |
| 4     | 3      | Marie Wattel          | Francia       | 58.52 |      |
| 5     | 7      | Liliána Szilágyi      | Ungheria      | 58.53 |      |
| 6     | 5      | Kimberly Buys         | Belgio        | 58.99 |      |
| 7     | 8      | Charlotte Atkinson    | Gran Bretagna | 59.36 |      |
| 8     | 1      | Ana Catarina Monteiro | Portogallo    | 59.44 |      |

#### Semifinal 2
| Class | Corsia | Nome             | Nazione              | Tempo | Note             |
| ----- | ------ | ---------------- | -------------------- | ----- | ---------------- |
| 1     | 4      | Sarah Sjöström   | Svezia               | 56.66 | Q                |
| 2     | 3      | Svetlana Čimrova | Russia               | 57.54 | Q                |
| 3     | 5      | Ilaria Bianchi   | Italia               | 57.79 | Q                |
| 4     | 6      | Louise Hansson   | Svezia               | 57.99 | Q                |
| 5     | 2      | Emilie Beckmann  | Danimarca            | 58.40 | Q                |
| 6     | 7      | Alys Thomas      | Gran Bretagna        | 58.44 |                  |
| 7     | 1      | Kinge Zandringa  | Paesi Bassi          | 58.64 |                  |
| 8     | 8      | Amina Kajtaz     | Bosnia ed Erzegovina | 59.54 | Record nazionale |

### Finale
La finale si è svolta il 4 August alle 17:18.
| Class   | Corsia | Nome              | Nazione   | Tempo | Note             |
| ------- | ------ | ----------------- | --------- | ----- | ---------------- |
| Oro     | 4      | Sarah Sjöström    | Svezia    | 56.23 |                  |
| Argento | 5      | Svetlana Čimrova  | Russia    | 57.40 |                  |
| Bronzo  | 6      | Elena Di Liddo    | Italia    | 57.68 |                  |
| 4       | 3      | Ilaria Bianchi    | Italia    | 57.72 |                  |
| 5       | 7      | Anna Ntountounaki | Grecia    | 57.77 | Record nazionale |
| 6       | 2      | Louise Hansson    | Svezia    | 57.99 |                  |
| 7       | 1      | Emilie Beckmann   | Danimarca | 58.45 |                  |
| 8       | 8      | Aliena Schmidtke  | Germania  | 58.90 |                  |